# Leiopus floccidus
Leiopus floccidus là một loài bọ cánh cứng trong họ Cerambycidae.